# Slovenski rod
Slovenski rod je slovenski zgodovinski in rodoslovni spletni in tiskan medij. Delovati je začel leta 2016. Leta 2019 je začel izhajati tudi v tiskani obliki v sodelovanju z brezplačnikom Vipavska. Odgovorni urednik obeh izdaj je Tino Mamič, ki je tudi eden od ustanoviteljev ter nekdanji predsednik Združenja novinarjev Slovenije.

## Lastništvo in korporativni profil
Izdajatelj tiskane izdaje je Tino Mamić. Spletno izdajo izdaja podjetje Javnost Lab Ltd iz Velike Britanije. Slovenski rod je vpisan v Razvid medijev pod številko 2024.